# Citocinina

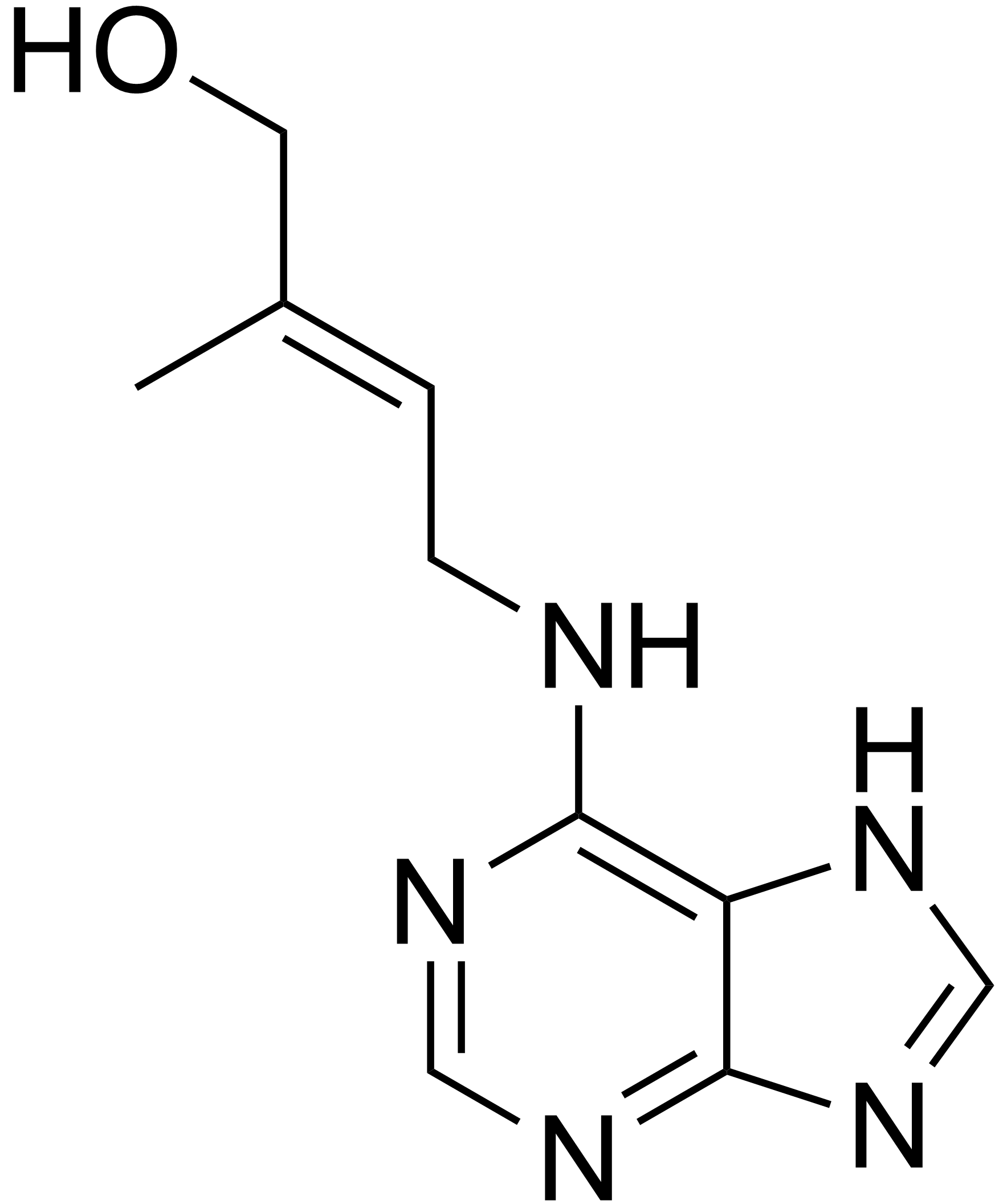
A citocinina zeatina é nomeada após o gênero de milho, Zea.

As citocininas são uma classe de hormônios vegetais que promovem a divisão celular, ou citocinese, nas raízes e brotos das plantas. Eles estão envolvidos principalmente no crescimento e diferenciação celular, mas também afetam a dominância apical, o crescimento de gemas axilares e a senescência das folhas.
Existem dois tipos de citocininas: citocininas do tipo adenina, representadas por cinetina, zeatina e benzilaminopurina, e citocininas do tipo fenilureia, como difenilureia e tidiazuron (TDZ). A maioria das citocininas do tipo adenina é sintetizada nas raízes. O câmbio e outros tecidos em divisão ativa também sintetizam citocininas. Nenhuma citocinina de fenilureia foi encontrada em plantas. As citocininas participam da sinalização local e de longa distância, com o mesmo mecanismo de transporte das purinas e nucleosídeos. Normalmente, as citocininas são transportadas no xilema.
As citocininas atuam em conjunto com a auxina, outro hormônio de crescimento vegetal. Os dois são complementares, tendo efeitos geralmente opostos.

## História
A ideia de substâncias específicas necessárias para que a divisão celular ocorra nas plantas, na verdade, remonta ao fisiologista alemão Julius von Wiesner, que, em 1892, propôs que o início da divisão celular é evocado por fatores endógenos, na verdade, um equilíbrio adequado entre os fatores endógenos. Um pouco mais tarde, o fisiologista de plantas austríaco, Gottlieb Haberlandt, relatou em 1913 que uma substância desconhecida se difunde do tecido do floema que pode induzir a divisão celular no tecido parenquimático dos tubérculos de batata. Em 1941, Johannes Van Overbeek descobriu que o endosperma leitoso do coco também tinha esse fator, que estimulava a divisão e diferenciação celular em embriões de Datura muito jovens.
Aleksander Jabłoński e Folke K. Skoog (1954) ampliaram o trabalho de Haberlandt e relataram que uma substância presente no tecido vascular era responsável por causar a divisão celular nas células medulares. Miller e seus colaboradores (1954) isolaram e purificaram a substância de divisão celular na forma cristalizada de DNA de esperma de peixe arenque autoclavado. Este composto ativo foi nomeado como cinetina por causa de sua capacidade de promover a divisão celular e foi a primeira citocinina a ser nomeada. A cinetina foi posteriormente identificada como sendo 6-furfuril-amino purina. Mais tarde, o nome genérico cinina foi sugerido para incluir cinetina e outras substâncias com propriedades semelhantes.
A primeira citocinina de ocorrência natural foi isolada e cristalizada simultaneamente por Miller e D. S. Lethum (1963-65) a partir do endosperma leitoso do milho (Zea mays) e denominada zeatina. Lethem (1963) propôs o termo citocininas para tais substâncias.